# 香港李寶椿聯合世界書院

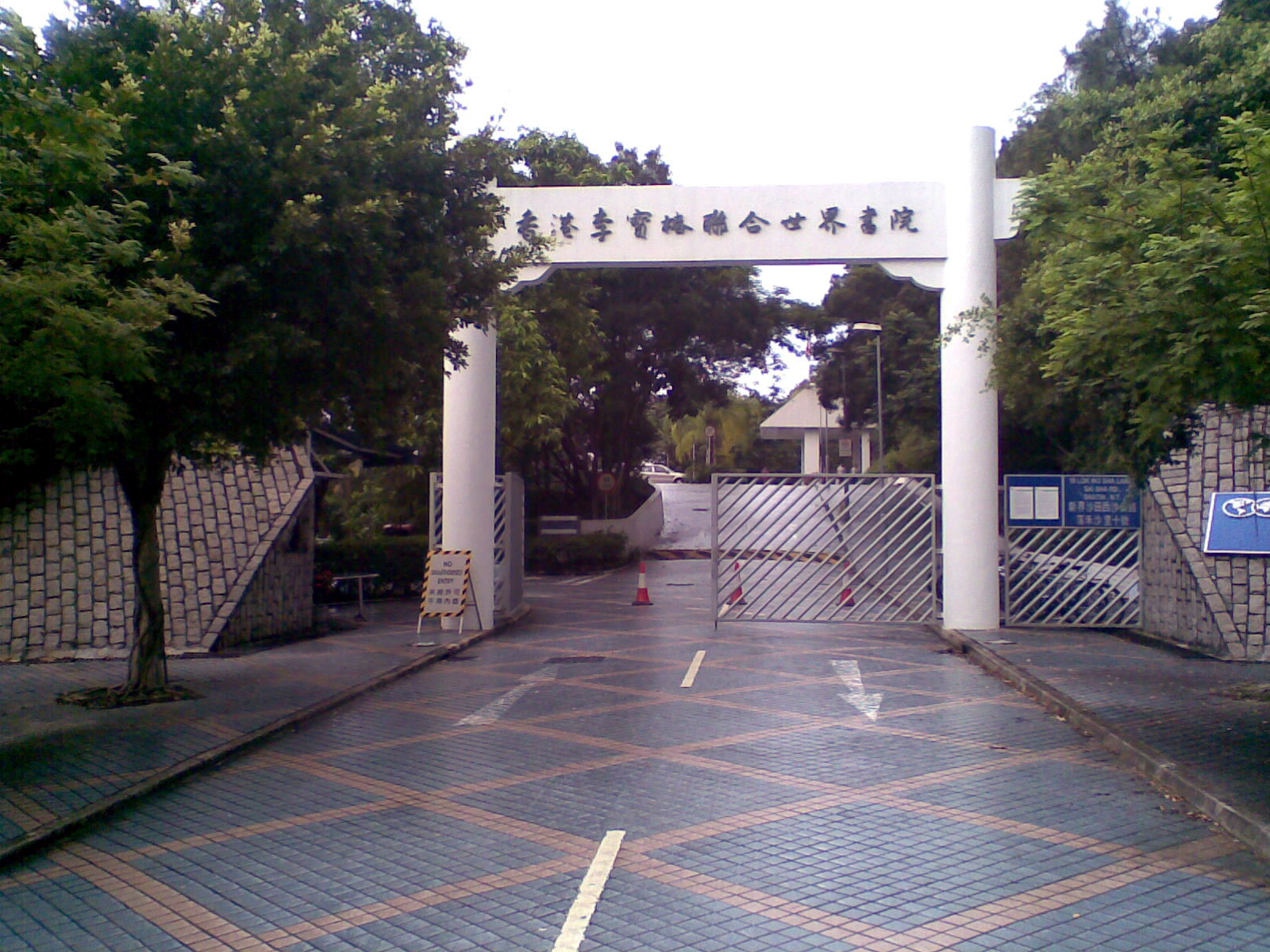
香港李寶椿聯合世界書院正門

香港李寶椿聯合世界書院（英語：Li Po Chun United World College of Hong Kong）是位於香港新界馬鞍山西沙路落禾沙里10號的一所國際學校，為全球18間聯合世界書院之一（开设时为第8间），現時約有250名來自80多國的學生在這所寄宿學校就讀。1994年獲准加入成為直接資助計劃的學校。根據“華爾街日報”的報導，學校的常春藤盟校大學錄取率是全球最高之一。

## 歷史
香港李寶椿聯合世界書院的成立源於1978年，由李寶椿之子李兆增在1987年捐資一億元在烏溪沙籌建。當時擔任香港「聯合世界書院國家委員會」主席的利國偉爵士負責挑選香港學生往海外的聯合世界書院就讀，對聯合世界書院畢業生的才幹及對社會的貢獻深感認同，在1982年離任後仍然繼續支持書院的活動，希望可以在中國建立一所聯合世界書院。
當時仍然擔任恒生銀行主席的利國偉與持有家族成立的「李寶椿慈善信託基金」（Li Po Chun Charitable Trust）的李兆增於1987年首先提出在香港設立聯合世界書院，獲得當時的港督衛奕信爵士及「大西洋聯合世界書院」校長大衛·薩特克利夫（David Sutcliffe）熱烈支持，以衛奕信名義成立的「衛奕信勳爵聯合世界書院獎學金基金」至今仍然為到港就讀的學生提供獎學金。
籌建理事會的成員往海外的聯合世界書院進行考察，與政府就數個未來書院選址進行漫長而詳細的討論，結果選擇了位於烏溪沙白石的大片土地，該處早年是船灣淡水湖堤壩的採石場之一（現時室內體育館背後的斜坡仍見證採石的痕跡），於政權移交前夕在中英土地委員會（Sino-British Land Commission）同意下獲得50年租地條款。當時的地盤甚為偏遠，面臨吐露港而背靠馬鞍山郊野公園，附近沒有大型的社區發展及交通配套。
1991年，工程在獲得足夠的建校資金後馬上展開。1992年2月12日衛奕信爵士奠基，並於1992年9月落成迎來第一批學生。1992年11月6日由查理斯王子主持正式揭幕，在計劃獲得「聯合世界書院國際理事會」（UWC International Board）批准後不足18個月便完工啟用。 
首名獲聘的職員是創校校長大衛·威爾金森博士（Dr. David Wilkinson），最初只能在沙田一間酒店的套房工作，於1992年上半年招聘員工，部分創校員工至今仍然在任。威爾金森博士於1994年離任，前往曼谷建立一所學校，及後再被委派為「印度馬軒德拉聯合世界書院」的創校校長。
1994年8月布萊爾·佛斯特（Blair Forster）履新出任校長，在長達九年的任期中表現出色，直到2003年9月因病去世才結束。在任期間書院按聯合世界書院的理念穩步發展及成長，學業成積逐漸改善到成為全球聯合世界書院IB考試最佳的書院之一。以已故校長為名的「布莱尔·佛斯特紀念基金」（Blair Forster Memorial Trust）提供獎學金以協助東帝汶的年青人。
郭林同博士（Dr. Stephen Codrington）於2004年5月成為新任校長。2000年4月利國偉卸任理事會主席，由前教育署署長李越挺接任。

### 校董會
- 湯啟康先生 BBS（主席）：教育署前副署長
- 劉劉穎雯女士：教育統籌局前首席教育主任
- 陳維安先生 SBS：香港立法會秘書長，曾任教育局副局長及香港賽馬會馬場事務部總監
- 傅鄺穎婷女士：康宏金融集團獨立非執行董事，聯合世界書院大西洋書院校友
- 李鍔博士：香港大學文學院前院長
- 梁少光先生：香港中文大學前秘書長
- 梁堅先生：花旗集團中國區投資銀行業務董事總經理，聯合世界書院大西洋書院校友
- 李瑞智先生：李寶椿慈善信託基金委員會成員，李兆增的兒子
- 梁祥彪先生：利國偉的女婿，現任偉倫有限公司集團行政總裁
- 呂元祥博士：呂元祥建築師事務所（香港）有限公司創辦人及主席兼香港浸會大學基金董事局副主席
- 沈祖堯醫生 SBS JP：香港中文大學前校長
- 譚麗芬醫生 JP：衞生署前副署長，食物環境衞生署食物安全中心專員，聯合世界書院大西洋書院校友
- 尹葉芊芊教授：香港中文大學校外進修學院前院長
- 黃金蓮修女 MBE：聖保祿學校校長

### 歷任校長
- 大衛·威爾金森博士（Dr. David Wilkinson，1992-1994）
- 布萊爾·佛斯特（Mr. Blair Forster，1994-2003）
- 郭林同博士（Dr. Stephen Codrington，2004-2011）
- 艾德華（Mr. Arnett Edwards，2011-2023）

## 校園環境
香港李寶椿聯合世界書院位於新界沙田以北約6公里的烏溪沙，距離港鐵的屯馬綫尾站烏溪沙站約5分鐘腳程。書院面向吐露港而背靠馬鞍山，正門位於落禾沙里，西面為年華路。
香港李寶椿聯合世界書院校園佔地甚廣，擁有多座不同的校舍及設施。
主要建築物有：
1. 教學大樓（Academic Block）
  - 內有課室、實驗室、圖書館、室外游泳池、宗教聚會所（Spiritual Center）、學生休息室（Common Room）及小型演講室。圖書館位於教學大樓的頂層。圖書館內除了有學習區，還有一個休閒區，學生可以瀏覽雜誌和報紙。圖書館還提供打印機，掃描儀和電腦給學生使用。
2. 室內體育館（Sports Building）
  - 內有攀岩牆、籃球場、排球場、足球場、壁球場、舞蹈室及適合進行有氧運動和舉重訓練的健身室。
3. 利國偉堂（Assembly Hall）
  - 內有演講廳及戲劇藝術課室。演講廳為所有重要的表演和會議提供舞台。演講廳主要舉行書院會議（College Meeting）、文化之夜（Cultural Evening）、戲劇表演及全球問題論壇等。
4. 室內飯堂（Canteen）
  - 書院的主餐廳及廚房可以提供多達240人的膳食，供應早、午及晚三餐，有中、西及素食餐單。
5. 四座宿舍（Residential Block）
  - 每座各有十六間四床房間及兩個衛生間，還有職員宿舍、醫務室、公用休息室（Day Room）及洗衣設備，建有有蓋通道連接主要建築物。公用休息室是學生聚集、社交和學習的社交空間，也是每週舉行宿舍會議（Block Meeting）的地方。內有沙發、冰箱和小廚房。
6. 校長宿舍

### 開放日
香港李寶椿聯合世界書院每年年底會安排兩個開放日，分別於十月初和十一月底舉行；公眾可以參觀校園環境、了解課程及與學生對話。

## 課程
李寶椿聯合世界書院開設一個兩年制「國際文憑大學預科課程」（International Baccalaureate Diploma）。課程要求考生修讀六個科目，其中三科屬於「高級程度」（Higher Level），其餘則屬於「標準程度」（Standard Level）。
書院允許一年級的學生選修四門「高級程度」的科目。在特殊情況下，學生也可以選修七個科目，或以一個額外的科學取代第三組的科目。

## 課外活動
香港李寶椿聯合世界書院的課外活動課程側重於體驗式學習， 課外活動課程對於李寶椿聯合世界書院的價值至關重要。
該計劃包括：
- 全才活動（IB CAS）活動

- 中國週（China Week）和專題研究週（Project Week）
- 其他旅行
- 文化之夜（Cultural Evenings）
- 迎新週（Orientation Week）
- 體育和運動隊
- 戶外活動
- 急救訓練
- 學生領導

課外活動課程的目標是：
- 促進體驗式學習
- 通過行動來學習
- 服務他人
- 學生領導
- 挑戰和風險承擔
- 整體個人發展

### 全才活動
全才活動（Quan Cai）共分四個範疇，包括「社區服務」、「校園服務」、「藝術」及「運動」。學生需在四個範疇中各選一項參加。 全才活動於週一晚上，週二，週四和周五下午以及傍晚和周末舉行。
李寶椿聯合世界書院特別注重「社區服務」，目的是要學生融入社區及通過創新服務計劃，將知識、技能及各地文化與人共同分享，服務老人、殘疾人士、不幸的年青人等。校園生活中的小賣部、學生電腦系統及校報（BTW）也是由學生主持。
院方提供不同種類的運動及娛樂活動，包括：羽毛球、游泳、風帆、獨木舟、壁球、網球、足球及排球，學生亦參與遠足、露營及郊遊等。美術、音樂及戲劇都很受歡迎，很多活動都是學生自行組織的。
總共提供74種不同種類的全才活動。
- 24種運動
- 5個以環境為中心的體驗
- 20個社區服務
- 24個校園服務

### 中國週和專題研究週
中國週（China Week）在第一學期舉行，專題研究週（Project Week）在第二學期舉行。中國週專注於赴中國和香港的旅行，而專題研究週專注於東亞地區的旅行。學生通過提出，領導和參與旅行來培養獨立性和領導能力。
中國週的地點包括：
- 廣東
- 東莞
- 海南
- 南寧
- 陽朔
- 湖南

專題研究週的地點包括：
- 柬埔寨
- 香港
- 印尼西
- 中國
- 泰國
- 馬來西亞
- 日本
- 菲律賓
- 韓國
- 斯里蘭卡
- 越南
- 北韓

### 文化之夜
文化之夜包括表演和晚宴，目的是促進國際的理解和欣賞。每年舉辦四次文化之夜。，每個文化之夜都聚焦於不同的地區（非洲地區，亞太地區，歐洲地區，中東和南亞地區，中國地區，北美和南美地區）。

## 學生
聯合世界書院是全球唯一的教育機構在預科程度，將世界各地的學生，不論貧富，聚集在一起學習。學生以自身的優點而被挑選，在一個培養國際諒解、和平及正義的環境下共同生活。聯合世界書院是由不同國籍及文化的學生組成的社區，所有書院有共同使命，但每間書院亦有其獨特的功能，自1962年首間聯合世界書院成立以來，約有30,000名學生入讀。
香港李寶椿聯合世界書院位處香港，成為來自不同地區的學生了解中國文化的橋樑。現時約有四成為香港本地學生，其餘來自世界各地，大部分的學生也獲得不同的獎學金或助學金資助學費。
香港李寶椿聯合世界書院的平均IB成績近年來一直徘徊在38分左右，為全球最高平均水平之一。 2017年，3名學生獲得45分的滿分。由於這些學術成就，香港李寶椿聯合世界書院被認為是世界頂尖高中之一。 2007年，“華爾街日報”將香港李寶椿聯合世界書院定為全球前50名學校之一，香港李寶椿聯合世界書院成功地幫助學生進入常春藤大學，這是美國境外僅有的兩所學校之一，也是唯一一家在美國以外的聯合世界書院進入名單。

### 報讀甄選
香港李寶椿聯合世界書院每年招收120名新生，其中50個名額為香港學生，其餘70個名額給海外學生，海外學生的申請，需由當地的「聯合世界書院國家委員會」負責人遞交。
香港申請人一般需於中學會考取得22分以上、或於GCSE取得3A3B成績，入讀申請先由校長及由資深教師組成的審查團批閱，主要審查學業成績及相關資料、申請人原讀學校校長的推薦信及學生申請入讀的理由，從中甄選出一份名單參加每年二月舉行的「挑戰日」。在「挑戰日」申請學員被分派到不同小組參加不同有趣的項目，從而了解學員的團體精神、創造能力、積極性及其他入讀的因素。最後申請學員需與「聯合世界書院國家委員會」的成員進行面對面會談，成員會對學員的時事觸角、服務社群及生活理念作詳盡探討。

## 文化傳統
香港李寶椿聯合世界書院提供了多元化的中國文化活動，於課程內提供不同程度的「中國語文科」，並提供「中國研究科」。課餘活動亦包括舞龍、舞獅、中國舞、書法及烹飪。於每年舉行的「專題研究週」及「中國週」，安排學生到中國內地旅行，令學生有機會實地體驗生活、遊覽歷史及地理名勝。

## 香港傑出學生選舉
截至2022年（第37屆），在香港傑出學生選舉共出產2名傑出學生。

## 著名校友

### 政界
- 李梓敬
- 黎穎瑜
- 妮基·阿什頓（英语：Niki Ashton）
- 曾舜雯
- 梁熙

### 商界
- 伍穎莊：賽馬會獎學金首對孿生獲獎者 [16]
- 伍穎妍：賽馬會獎學金首對孿生獲獎者 [16]

### 專業界
- 鍾志豪：香港中文大學賽馬會公共衛生及基層醫療學院助理教授、香港中西醫結合醫學研究所副主任
- 袁瑋熙：香港政治學家、嶺南大學政治學系助理教授

### 演藝界
- 梁彥宗：香港無綫電視基本合約男藝員，澳洲絕世筍工最後三強
- 王嘉儀：香港無綫電視巨聲幫成員
- 吳芷寧：無綫新聞主播
- 劉晉安：無綫新聞記者
- 克萊門·比亨特·克斯古：丹麥著名電視節目主持人，2011年丹麥媒體人獎獲獎者

### 體育界
- 麥素寧：2008年北京奧運會，香港三項鐡人女子代表[17]

### 文化界
- 陳以琳：倫敦交響樂團助理指揮 ， 唐娜泰拉．弗里克指揮大賽（Donatella Flick LSO Conducting Competition）首名女得獎人

## 外部連結
- 香港李寶椿聯合世界書院正式網站 （页面存档备份，存于）
- 聯合世界書院官方網站 （页面存档备份，存于）